# Tacca leontopetaloides
Tacca leontopetaloides (L.) Kuntze è una pianta appartenente alla famiglia delle Dioscoreaceae, originaria delle isole del Sud-est asiatico. I popoli austronesiani la introdussero in tutte le zone tropicali indo-pacifiche durante la preistoria. Si è naturalizzata nell'Africa tropicale, nell'Asia meridionale, nell'Australia settentrionale e nell'Oceania.

## Storia
T. leontopetaloides è un'antica coltura austronesiana strettamente imparentata con gli ignami. È originaria delle isole del Sud-est asiatico e fu introdotta in tutto l'areale di espansione dei popoli austronesiani durante la preistoria (circa 5 000 anni fa), tra cui Micronesia, Polinesia e Madagascar. T. leontopetaloides è stata identificata tra le colture coltivate nei siti Lapita a Palau, risalenti a un periodo compreso tra 3 000 e 2 000 anni fa. È stata introdotta anche nello Sri Lanka, nell'India meridionale e forse anche in Australia attraverso il commercio e i contatti.
T. leontopetaloides rappresentava un alimento minore tra gli austronesiani. Le sue radici sono amare se non preparate adeguatamente e perciò veniva coltivata solo come coltura secondaria rispetto a prodotti di base come l'igname ed il taro. La sua importanza aumentò per i coloni delle isole del Pacifico, dove le colture alimentari erano più scarse, e fu introdotta praticamente in tutte le isole abitate.
T. leontopetaloides era apprezzata per la sua capacità di crescere nelle isole basse e negli atolli, e spesso costituiva la coltura base nelle isole aventi queste condizioni. Nelle isole più grandi, di solito veniva lasciata crescere allo stato selvatico ed utilizzata solo come cibo in caso di carestia. In Polinesia si sono sviluppate diverse cultivar grazie a secoli di selezione artificiale. L'amido estratto dalla radice con metodi tradizionali può durare molto a lungo e quindi può essere immagazzinato o commercializzato L'amido può essere cotto in foglie per preparare budini amidacei, in modo simile all'uso dell'amido estratto dalle palme da sago (Metroxylon sagu). A causa dell'introduzione di colture moderne, oggi viene coltivato raramente.

## Descrizione

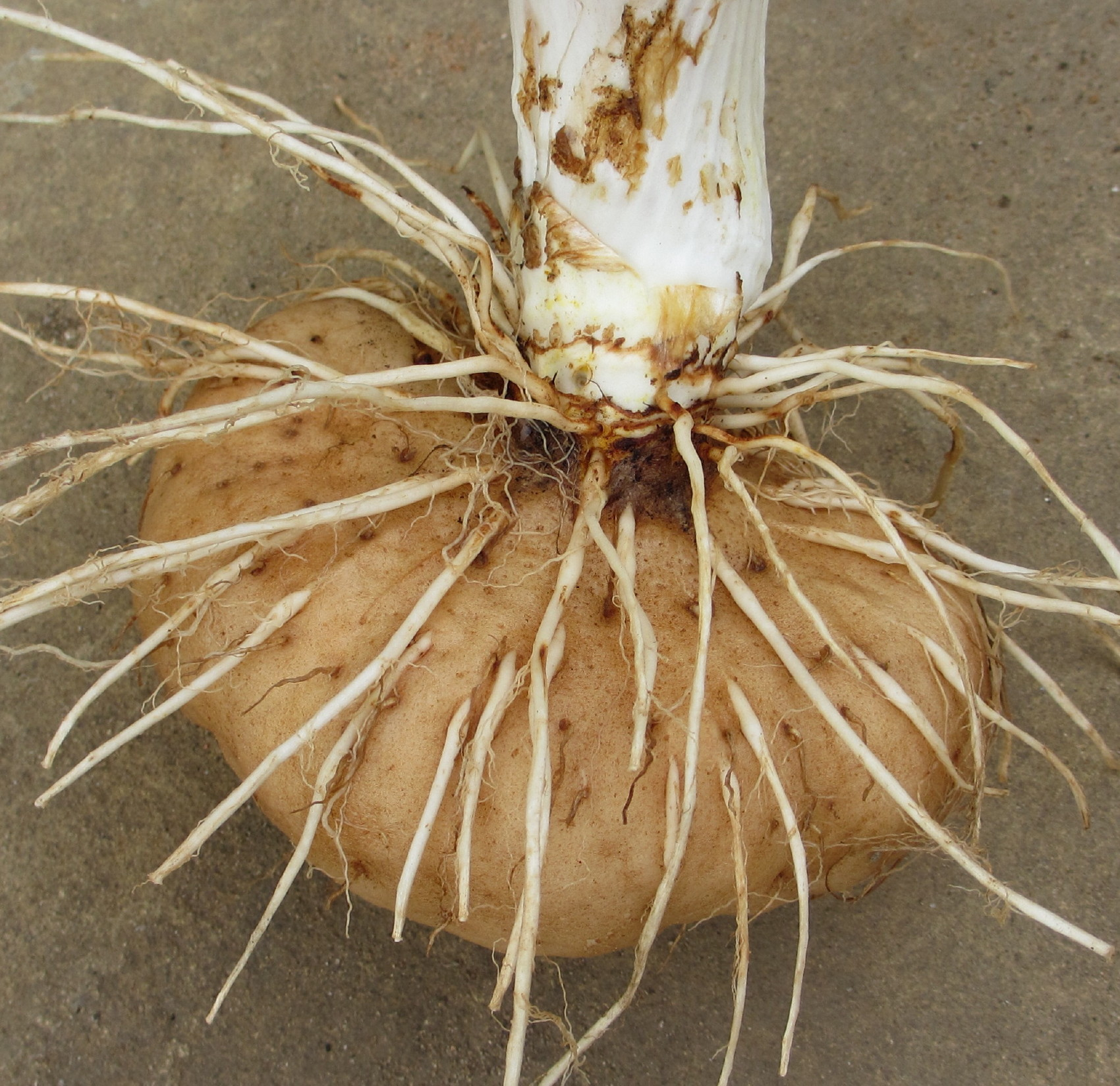
Tubero

I tuberi sono rotondi, duri e simili a patate, con buccia marrone e interno bianco. A dicembre la pianta è dormiente, le foglie e gli steli seccano e muoiono fino a marzo quando ricrescono nuove foglie.
Le foglie sono incise palmatamente e/o divise in 3-13 lobi, con ciascun lobo diviso pinnatamente in numerosi più piccoli.  Dal centro della pianta, che assomiglia a un sedano gigante, si estendono diversi piccioli a cui sono attaccate grandi foglie che raggiungono i 70 cm di lunghezza e i 120 cm di larghezza. La superficie superiore della foglia presenta venature depresse, mentre la superficie inferiore è lucida con venature gialle evidenti.
I fiori sono portati su alti steli in grappoli a forma di ombrella di colore verde-viola e circondati da grandi brattee con lunghe appendici simili a baffi la cui funzione è sconosciuta. Ogni singolo fiore presenta lunghe bratteole filiformi lunghe 1 cm.
Il frutto emerge dalle brattee, ed ognuno è globoso e lungo 4-5 cm. Maturando, i frutti maturano virano dal verde chiaro o scuro all'arancio pallido. Ogni frutto produce numerosi semi piatti, costoluti e bruno-giallastri lunghi 5-8 mm.

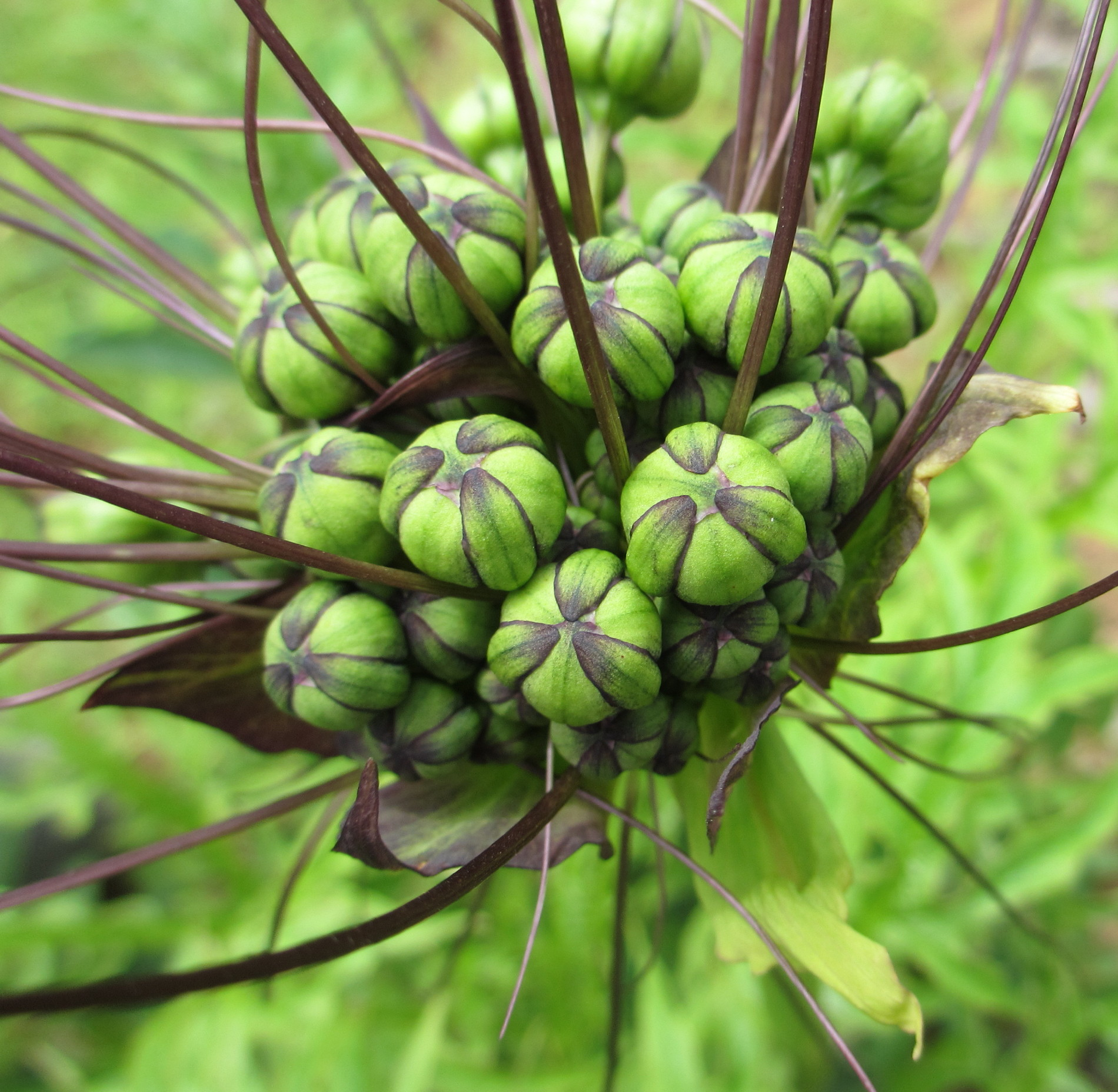
Infiorescenza
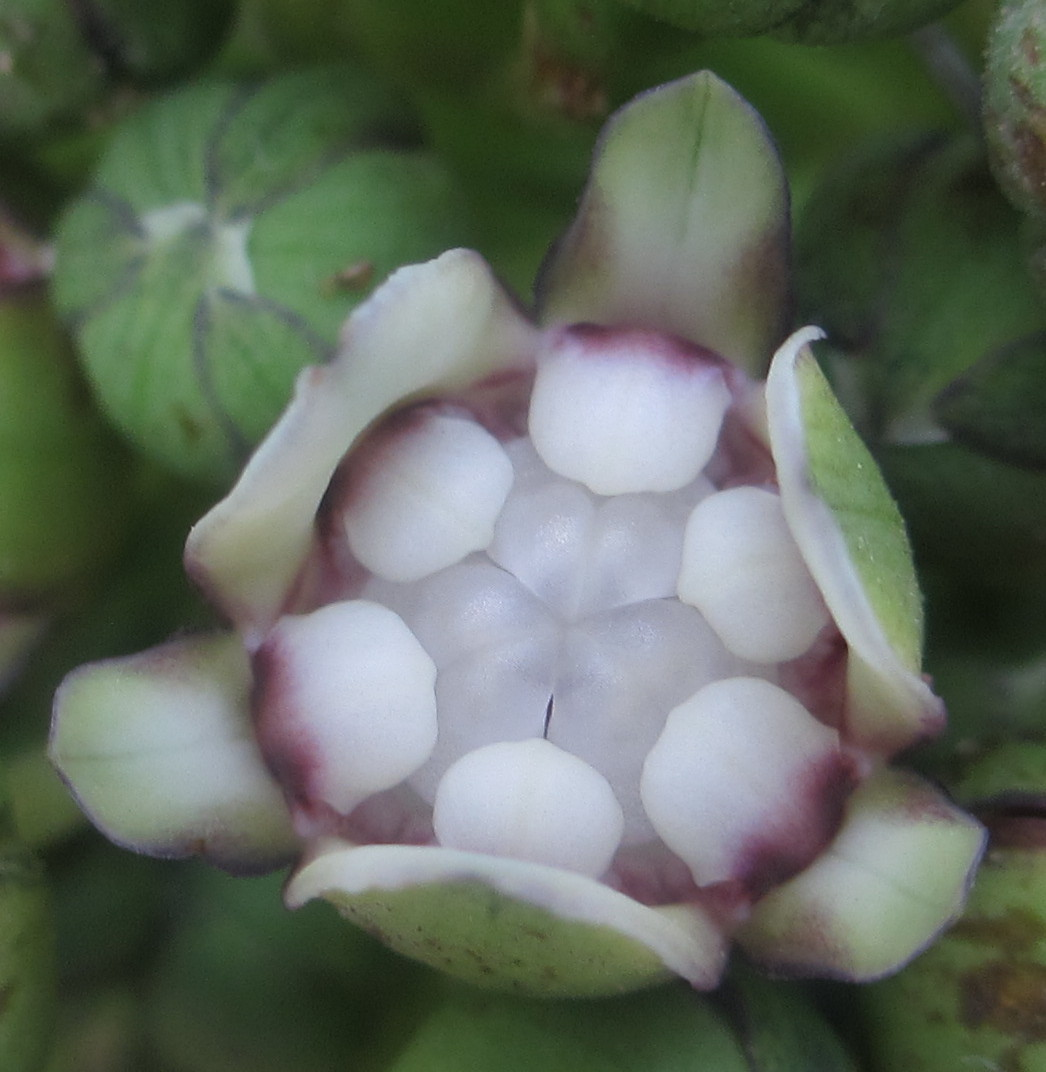
Fiore con 6 tepali, 6 stami e stigma trilobato
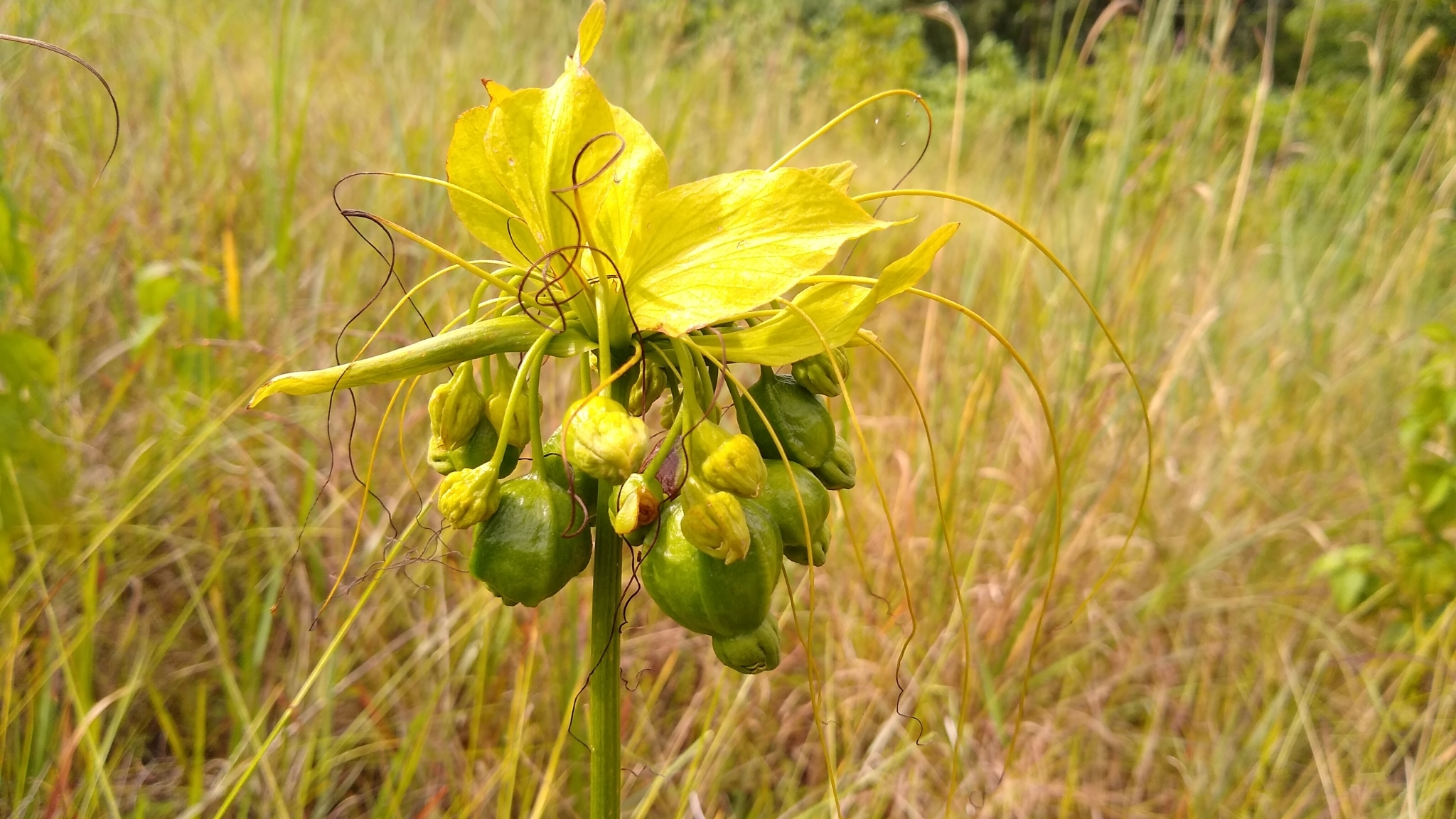
Infruttescenza

## Usi
I tuberi di T. leontopetaloides contengono amido, il che la rende un'importante fonte di cibo per molte culture delle isole del Pacifico, principalmente per gli abitanti delle isole basse e degli atolli. I tuberi venivano trasformati in una farina usata per preparare una varietà di budini.
I tuberi venivano prima grattugiati e poi lasciati a bagno in acqua fresca. L'amido depositato veniva risciacquato ripetutamente per eliminare il sapore amaro della taccalina, una sostanza velenosa, e poi essiccato.  La farina veniva addizionata con purè di taro, di frutto del pane o estratto di frutti di pandano e mescolata con crema di cocco per preparare budini. Alle Hawaii, uno dei piatti preferiti è l'haupia, originariamente preparata con farina di pia (T. leontopetaloides), crema di cocco e kō (zucchero di canna). Oggi la pia è stata in gran parte sostituita dall’amido di mais.
L'amido veniva utilizzato anche per irrigidire i tessuti e, su alcune isole, le fibre dello stelo venivano intrecciate in stuoie.